# Il cuore e la fame
Il cuore e la fame è l'album in studio d'esordio del rapper italiano Egreen, pubblicato il 10 maggio 2013 dall'etichetta Unlimited Struggle.

## Descrizione
Il 27 ottobre 2023, per commemorare i dieci anni dall’uscita del disco, è stata pubblicato "Il Cuore e la Fame (DIECI - Ten Year Anniversary)", una riedizione dell’album contenente le bonus track delle edizioni precedenti, insieme a ulteriori tre brani esclusivi.

## Tracce
1. Intro (È davvero meglio che scendi) (feat. DJ Shocca) – 3:04 (musica: DJ Shocca)
2. Ora (feat. DJ Tsura) – 3:34 (musica: DJ Tsura)
3. Hip Hop (feat. DJ Lil Cut) – 4:29 (musica: DJ Lil Cut)
4. Chi? Cosa? Dove? – 4:47 (musica: Retraz)
5. Il cuore e la fame – 5:20 (musica: Big Joe)
6. Dal giorno 0 (feat. DJ Tsura) – 4:02 (musica: Zonta)
7. Payback (feat. Bassi Maestro, Mistaman e DJ Shocca) – 3:08 (musica: Kennedy)
8. Lo sanno tutti – 3:47 (musica: Fid Mella)
9. Palermo-Varese (feat. Johnny Marsiglia e DJ Lil Cut) – 2:55 (musica: Big Joe)
10. Scelte (feat. DJ 2p) – 3:43 (musica: Fid Mella)
11. L'unica cosa (feat. Ghemon) – 4:15 (musica: Big Joe)
12. Non basterà (feat. Ensi) – 3:46 (musica: Gccio)
13. 4 secondi – 4:21 (musica: Big Joe)
14. Sulle spalle dei giganti (feat. Primo Brown) – 4:18 (musica: DJ Squarta)
15. Outro (feat. Dj Rash) – 3:38 (musica: DJ Apoc)

Bonus track
1. G20 Freestyle – 4:40 (musica: Fid Mella)

Bonus track nella versione digitale
1. Brand New Classic Shit – 3:36 (musica: Michael)
2. Ancora vivi (feat. Jack the Smoker) – 4:09 (musica: Jack the Smoker)
3. Now You Know (feat. Dj Tsura) – 3:14 (musica: DJ Tsura)

Bonus track (DIECI - Ten Year Anniversary)
1. Intro 2023 (5tate of Mind freestyle) (feat. DJ Shocca) – 1:28 (musica: DJ Shocca)
2. Fine – 3:15 (musica: Wokem Bemo)
3. Pro-blemi (feat. Peter Wit) – 3:02 (musica: Neazy Nez)